# Affaire du 17 octobre 1952 en Indonésie
Le 17 octobre 1952 à Jakarta, capitale de l'Indonésie, des chars entourent le palais présidentiel. Le chef d'état-major de l'armée de terre indonésienne, le général A. H. Nasution, à la tête d'un groupe d'officiers, demande au président Soekarno la dissolution du Parlement, dénonçant le système des partis.
Soekarno rejette la demande. Prononçant un discours, il reprend la situation en main.

## Contexte
L'Indonésie proclame son indépendance le 17 août 1945. Mais les Pays-Bas, qui avaient dû abandonner les Indes néerlandaises avec le débarquement des Japonais en 1942, veulent récupérer leur colonie. Après 4 années de conflit armé et diplomatique que les Indonésiens appellent "Revolusi", le transfert formel de la souveraineté sur le territoire a lieu le 27 décembre 1949.
Dans les années 1950, le ministre de la Défense indonésien, le sultan Hamengkubuwono IX de Yogyakarta, entreprend une rationalisation des forces armées. Nasution soutient cette réforme. Au Parlement, les partis d'opposition critiquent le projet.